# Nesticus masudai
Nesticus masudai is een spinnensoort in de taxonomische indeling van de holenspinnen (Nesticidae).
Het dier behoort tot het geslacht Nesticus. De wetenschappelijke naam van de soort werd voor het eerst geldig gepubliceerd in 1979 door Takeo Yaginuma.